# Lars-Åke Åström
Lars-Åke Åström, född 10 oktober 1924 i Oscars församling, död 18 april 2006 i Othem-Boge församling, var en svensk jur.kand. och ämbetsman. Han var Riksförsäkringsverkets generaldirektör 1969-1981. 